# Битка код Молодија
Битка код Молодија или Молодијска битка - је велика битка која се одиграла између 29. јула и 2. августа 1572. године, 50 врста (мера за даљину) јужно од Москве, у којој су се руске трупе под вођством кнезова Михаила Воротињског и Дмитрија Хворостинина и војскa кримског кана Девлета I Гиреја сукобиле у бици, која је поред кримских трупа укључивала и турске и ногајске одреде. Упркос значајној бројчаној надмоћи, кримско -турска војска је побегла и претрпела велике губитке.
Геополитички значај победе код Молодија у условима Ливонског рата и разарања од кримско-татарског похода на Москву годину дана раније био је колосалан. Одражавајући велики освајачки поход, чија је сврха била ново потчињавање ослабљене руске државе по узору на јарам Златне Хорде, ова победа омогућила је Русији да одбрани сва достигнућа постигнута током претходних сто година која су овим нападом била доведена у питање: независност, јединство, као и контрола над Казањем и Астраханом.
Од 2009. године се одржава фестивал на коме се врши реконструкција ове битке.

## Политичка ситуација

### Ширење руске државе
1552. године руска војска је заузела Казањ, а четири године касније, у настојању да добије приступ Каспијском мору, пошло јој је за руком да освоји Астрахански канат. Оба ова догађаја изазвала су веома негативну реакцију у турском свету, будући да су пали ханати били савезници османског султана и његовог кримског вазала. Осим тога, за руску државу су се отворила нова подручја која су јој омогућавала политичку и комерцијалну експанзију на југу и истоку, а прстен непријатељских муслиманских каната, који су Русију спутавали неколико векова, је уништен. Понуде о припајању Русији од стране планинских и черкешких принчева су се недуго затим јавиле, а Сибирски канат је постао вазал  Москве (1563)..
Овакав развој догађаја забринуо је Османско царство и Кримски канат. Пљачкашки упади и отимање људи, који су чинила већину кримске економије, били су угрожени како је Московска Русија јачала. Султан је био забринут због изгледа за заустављање снабдевања робовима и производње из јужних руских степа, као и за безбедност кримских вазала. Циљ османске и кримске политике био је повратак области Волге у орбиту османских интереса и обнављање бившег прстена око руске државе.

### Ливонски рат
Инспирисан успешно обављеним задатком доласка до Каспијског мора, Иван Грозни је намеравао да освоји излаз на Балтичко море. Тиме би било загарантовано да ће се окончати изолација руске државе од Европе, у великој мери због недостатка пуноправне комуникације и трговине, коју су контролисале и ограничиле непријатељске државе. Током 1558. године избио је рат против Ливонске конфедерације, коју су касније подржале Шведска, Велико војводство Литванија, Данска и Пољска. У почетку су се догађаји за Москву добро развијали: под ударцима трупа кнезова Серебрианова, Курбског, гувернера Адашева 1561. године, Ливонска конфедерација је поражена,  а већина балтичких држава била је под контролом Русије. Године 1563. заузет је Полоцк. Губитак Полоцка од стране Великог војводства Литваније створио је непосредну опасност за његов главни град Вилњус.
Убрзо је, међутим, срећа уступила место низу пораза. Током 1569. године, као резултат Лублинске уније, положај руске државе се закомпликовао, јер је морала да издржи растућу снагу својих ривала. Искористивши присуство већине руске војске у балтичким државама и загревање унутрашње ситуације повезане са увођењем опричнине, кримски кан је извршио бројне упаде на јужним границама руских земаља, укључујући предузимање, заједно са османском војском, неуспешаног похода на Астрахан (1569).

### Кримски напад на Москву 1571
Уз подршку Османског царства и у координацији са новоформираном Пољско литванском државом, кримски кан Девлет Гиреј је маја 1571. године са војском од 40.000 људи извршио разоран поход на руске земље. Заобилазећи уз помоћ пребега утврђене линије на јужној периферији Руског царства (ланац утврђења која се зову „појас Пресвете Богородице“), а затим прелазећи Оку на месту које је назначио издајник - син бојара Кудејар Тишенков (историчар Н.И. Костомаров), стигао је до Москве и запалио њена предграђа.
Град, изграђен углавном од дрвета, скоро је потпуно спаљен, са изузетком каменог Кремља. Веома је тешко утврдити број жртава и оних који су заробљени, али, према проценама различитих историчара, он износи десетине хиљада. Након пожара у Москви, Иван IV Грозни, који је раније напустио град, понудио је да врати Астрахански канат и био је готово спреман да преговара о повратку Казања, а такође је срушио утврђења на Северном Кавказу.
Међутим, Девлет Гиреј је био сигуран да се Русија неће опоравити од таквог ударца и да би сама могла постати лак плен, осим тога, глад и епидемија куге владали су унутар њених граница. По његовом мишљењу, једино што је преостало било је да се зада последњи ударац. Целу годину након похода на Москву био је заузет припремом нове, много веће војске. Активну подршку пружало је Османско царство, које му је дало неколико хиљада војника, укључујући 7 хиљада одабраних јањичара. Од кримских Татара, Ногајаца и одређеног броја Черкеза успео је да прикупи до 60 хиљада људи. Поседујући у то време огромну војску, Девлет Гиреј се упутио у Москву. Кримски кан је више пута изјављивао да „иде у Москву да влада“. Земље московске Русије већ су биле унапред подељене између кримских мурза. Инвазија кримске војске, попут освајачких похода Бату-кана, поставила је питање постојања независне руске државе.

## Уочи битке
Начелник граничне страже у Коломни и Серпухову, која је бројала само 20 хиљада војника, био је кнез Михаил Воротињски. Под његовим вођством,били су обједињени опричнина и племство. Поред њих, снагама Воротињског придружио се и одред од 7 хиљада немачких плаћеника које је послао цар, укључујући коњенике из Ругодива (Нарва) на челу са капетаном Јиргеном Фахренсбахом (Јуриј Франтсбеков), као и донски Козаци. Под командом Михаила Черкашенина стигао је одред од хиљаду „канивских черкаса“, односно запорошких козака.
Воротински је од цара добио наредбу како да се понаша у случају два могућа развоја догађаја. У случају да се Девлет Гиреј упути у Москву и тражи битку са читавом руском војском, гувернер је био у обавези да блокира стари Муравски пут за хана и пожури до реке Жиздре. Ако би постало очигледно да су Кримљани заинтересовани за традиционални брзи препад, пљачку и једнако брзо повлачење, Воротински би морао да направи заседу и организује "партизанске" акције. И сам Иван Грозни је, као и годину дана раније, напустио Москву, овог пута према Великом Новгороду.
Кримско -турска војска се 27. јула приближила реци Оки и почела да је прелази на два места - на ушћу реке Лопасње поред рукавца Сенкин, а изнад Серпухова узводно. У извештају из књиге о„обалној служби“ и одразу инвазије кримских Татара 1572. године директно је записано:
„И кад је дошао кримски цар, и на трајекту Сенкин стајало је с ове стране Оке двеста људи бојарске деце. А Теребердеи Мурза са Нагајским Татарима дошао је ноћу на трајект Сенкин и ту бојарску децу су јурили и ломили, а ткања и тунеле извлачили и прелазили на ову страну реке Оке ”.
Након тога, одред Теребердеи-Мурзе је стигао  до предграђа модерног Подолска у близини реке Пахре и, пресекавши све путеве који воде ка Москви, зауставио се у очекивању главних снага.
Главни положаји руских трупа били су код Серпухова. Гуљај град како се звало руско утврђење се састојао од штитова које су чинили девени зидови сачињени од половина балвана којима се обично граде куће брвнаре, утврђених на колима, са пушкарницама за гађање и исцртаним у круг или у линију. Руски војници били су наоружани пишчалима и топовима (присуство ових последњих Руси су пажљиво прикривали).
Учесник тих догађаја Хајнрих Штаден у својим мемоарима „О Москви Ивана Грозног. Белешке немачког опричника "уметнички пишу - Дмитриј Хворостинин га је послао са 300 војника у обалску патролу, а када је Хенри налетео на неколико хиљада Кримљана, повео их је у битку и послао гласника по појачање, а овај је одбио  Хенрија. Татари су притиснули одред до Оке. „Свих триста је претучено до смрти“, пише Хенри, једини преживели, док је прескакао обалну ограду и пао у реку.
Да би одвратио пажњу, Девлет Гиреј је послао одред од две хиљаде бораца против Серпухова, док је он сам са главним снагама прешао Оку код удаљенијег места у близини села Дракино, где се сударио са пуком војводе Никите Романовича Одоевског , који је тешко поражен у бици. Након тога, главна војска се преселила у Москву, а Воротињски, уклонивши трупе са обалних положаја, кренуо је у потеру за њим. То је била ризична стратегија: претпостављало се да кан неће желети да стави своју војску „ између две ватре“ и, не знајући шта предузима московски гарнизон, прво је морао да уништи руску војску која му је била за петама . Осим тога, постојало је искуство из претходне године, када је гувернер Иван Белски успео да се закључа у Москви, али није могао да спречи паљење предграђа.

## Састав војске

### Руска војска
Према пуковској слици „приморског“ пука кнеза Михаила Воротињског, руска војска је у свом саставу имала :
| Војводски пук      | Састав | Бројност                                                                       |
| ------------------ | --- | ------------------------------------------------------------------------------ |
| Велики пук:        | - Пук кнеза Михаила Воротнског - Пук Ивана Васиљевича Шереметјева - Пук кнеза Андреја Палецког из Дедилова - Пук кнеза Јурија Курлјатева из Донкова - Људи «митрополита и… владке» - Стрелци Осипа Исупова и Михаила Ржевског - Најамни козаци Јурија Булгакова и Ивана Фустова - Немци и Козаци који су се налазили у служби | - 1840 - 1065 - 350 - 200 - 1430 - 1000 - 1000 - 1300                          |
|                    | | Укупно: 8255 људи и козака Михаила Черкашенина                                 |
| Пук десне стране : | - Пук кнеза Никите Романовича Одојевског - Пук Фјодора Васиљевича Шереметјева - Пук кнеза Григорија Долгорукова - Стрелци - Козаци | - 1225 - 1015 - 350 - 500 - 500                                                |
|                    | | Укупно: 3590                                                                   |
| Предњи пук:        | - Пук кнеза Андреја Петровича Хованског - Пук кнеза Дмитрија Ивановича Хворостинина - Пук кнеза Михаила Љкова - Смоленски, Рјазански и Епифански стрелци - Козаци - «Вјатчани у броду на реци» | - 1095 - 2040 - 350 - 535 - 650 - 900                                          |
|                    | | Укупно: 4475                                                                   |
| Гардијски пук :    | - Пук кнеза Ивана Петровича Шујског - Пук Василија Ивановича Умног-Кољчева - Пук кнеза Андреја Васиљевича Репнина - Пук Петра Ивановича Хворостинина - Козаци | - 956 - 1713 - 766 - 585 - 650                                                 |
|                    | | Укупно: 4670                                                                   |
|                    | | Укупно: 20 034 људи и козаци Михаила Черкашенина при Великом пуку (3—5 хиљада) |

### Војска Кримског кана
Извори у виду летописа дају врло велике и непоуздане бројке када говоре о кримској војсци. Новгородски други летопис пише о око 120 хиљада , а „Московски летописа“ о чак око 150 хиљада. Према савременим историчарима, ханова војска бројала је до 60 хиљада људи , од чега је око 40 хиљада била кримска војска, којој су додани Ногајци, Черкези и одред јањичара који је послао османски султан.

## Ток битке
Кримска војска била је прилично растегнута и док су њене истурене јединице стигле до реке Пахре, њен задњи део се само приближо селу Молоди, које се налазило на 15 километара од њега. Ту га је претекла претходница руских трупа под вођством младог заповедника опричнине, принца Дмитрија Хворостинина. Избила је жестока битка, услед чега је кримска позадина практично уништена. То се догодило 29. јула.
Након тога се догодило оно чему се Воротински надао. Сазнавши за пораз задњег дела војске који је пратио њену главнину и плашећи се за своју позадину, Девлет Гирај је распоредио своју војску. Одред Хворостинина сударио се са читавом кримском војском, и правилно проценивши ситуацију, млади војвода намамио је непријатеља лажним повлачењем у град Гуљај, који је већ био смештен у близини Молодија на погодном месту које се налазило на брду и било заштићено реком Рожајком.

У истом Запису о отпусту о "обалној служби" и одразу инвазије кримских Татара 1572. године пише:
„И цар Крима послао Нагајаца и кримских Татара дванаест хиљада. А царевићи међу Татарима из најистакнутијег владареве јединице похрлили су у велику јединицу на Гуљај град и док су трчали десно од Гуљај града, управо у том тренутку бољарски кнез Михаил Иванович Воротињска и његови другови наредили су да се пуца на Татарски пук са места које се налазило поред. И у тој бици су многи Татари потучени."
У Гуљај-граду  је био велики пук под командом самог Воротинског, као и козачки атаман Черкашенин који су стигли на време. Почела је дуготрајна битка, за коју кримска војска није била спремна. У једном од неуспешних напада на Гуљај-град убијен је Теребердеј-Мурза. 
Након низа малих окршаја 31. јула, Девлет Гиреј је покренуо одлучујући напад на Гуљај град, али је он одбијен. Његова војска претрпела је велике губитке, укључујући великог војсковођу Дивеј-Мурза који је заробљен а који је био десна рука кримског кана. Као резултат великих губитака, Кримљани су се повукли. Наредног дана напади су престали, али је положај опкољених био критичан - у утврђењу је био огроман број рањеника, вода је нестајала, Руси су јели коње који су требали да помере(вуку) Гуљај –град који се састојао од дрвених зидина на точковика (из мемоари Г. Стадена).
2 августа Девлет Гиреј је послао своје војнике у јуриш. Током тешке битке погинуло је до 3 хиљаде руских стрелаца који су бранили подножје брда код Рожајке, а руска коњица која је бранила бокове претрпела је озбиљне губитке. Али напад је одбијен - кримска коњица није могла да заузме утврђени положај. Ногајски хан је убијен у бици,а  три мурзе су погинуле.
А онда је кримски кан донео неочекивану одлуку - наредио је коњици да сјаше и заједно са јањичарима пешице нападне Гуљај град. Кримљани и Османлије који су се пењали уз брдо прекрили су брдо лешевима, а кан је убацивао све више снага у борбу. Приближавајући се зидовима од дасака Гуљај града, нападачи су их секли сабљама, тресли рукама, покушавајући да се попну или сруше их, „а овде су победили многе Татаре и одсекли безброј руку“.
Већ увече, искористивши чињеницу да се непријатељ концентрисао на једну страну брда и понесен нападима, Воротински је предузео храбар маневар. Након што је сачекао да се главне снаге Крима и јањичара укључе у крваву битку за Гуљај град, неприметно је извео велики пук из утврђења, провео га је кроз шупљину и ударио Кримљане с леђа. У исто време, праћени снажним топовским плотунима, Хворостининови ратници извршили су налет иза зидина Гуљај града. Нису издржали двоструки ударац (од напред и од позади), Кримљани и Турци су побегли, напустивши оружје, кола и имовину. Губици су били огромни-страдало је свих седам хиљада јањичара, већина кримских Мурза, као и син, унук и зет самог Девлет Гираја. Многи од највиших кримских достојанственика су заробљени.
„У августу, другог дана увече, кримски цар је отишао са трихиљаде татарских ратника кроз мочвару, [...] а сам цар је журио и исте вечери је прешао реку Оку ноћу. А ујутру су војводе сазнали да је кримски цар отрчао и да је сав народ дошао до остатка Татара, а ти Татари су прогоњени до реке Оке. Да, на реци Оки, кримски цар је оставио две хиљаде људи да га штите. И те Татаре је победио човек са хиљаду, а неки од Татара сустигли, а други отишли даље од Оке “.
Током потере за кримским пешацима до прелаза преко реке Оке, већина бегунаца је убијена, као и стража од две хиљаде кримских Татара, која је била остављена да чува прелаз. На Крим се није вратило више од 15 хиљада војника.
Како је известио Новгородски летопис:
„Да, тог 6. августа у среду, на радост цареву, донели су у Новгород кримске лукове и померали сабље и торбе са стрелама ... и кримски цар је дошао у Москву, а са њим је било његових 100 хиљада и двадесет , и његов син, принц, и његов унук, да, његов ујак и војвода Диви Мурза - и Бог помогао нашим војводима у Москви над кримском влашћу цара, кнеза Михаила Ивановича Воротинског и других војвода московског суверена, и кримски цар је од њих бежао невероватно, дуж путева, у малом одреду; а заповедници наших снага су убили војску Кримског цара од 100 хиљада на Рожају на рекама, у недељу у Молодију, на Лопасту, у области Хотинск, био је случај за кнеза Михаила Ивановича Воротињског, са кримским царем и његовим војсковођама. .. и био је случај из Москве на педесет миља “.

## Последице битке
Након неуспешног похода на Руско царство, Крим је привремено изгубио значајан део борбено способног мушког становништва, будући да су, према обичајима, готово сви борбено способни мушкарци били обавезни да учествују у хановим походима. Напади на Русију престали су скоро 20 година (до Кримског похода против Москве 1591). Османско царство је било присиљено да одустане од планова за враћање средњих и доњих Поволшких области у своју сферу интереса, па су они додељени Москви.
Уништена претходним кримским нападима 1566.-1571. и природним катастрофама крајем 1560-их , руска држава је, борећи се на два фронта, успела да издржи и одржи своју независност у критичној ситуацији.
На Дону и Десни, погранична утврђења померена су на југ за 300 километара, мало касније, под Федором Јоановичем, Вороњеж и нова тврђава изграђени су у Јелецу – започело се са развојем државе на подручју богатих черноземних земљишта, која су раније припадала Дивљем пољу , чиме је започео даљи напредак ка југу.

## У колективном памћењу
Како је приметио историчар В.В. Пенској, Молодијска битка и поход из 1572. године, упркос свом значају, остају потцењени у руској историографији ..
Деведесетих година прошлог века музеј посвећен Молодинској бици који је постојао у селу Молоди исељен је из историјске зграде са имања Соковних-Головиних-Шувалових изграђеног 1646. године, сви експонати су нестали без трага ..
Озбиљна истраживања битке код Молодија започела су тек крајем 20. века.
Камен темељац у знак сећања на победу у бици код Молодије постављен је 2002. Од 2009. године на локацији се одржава годишњи фестивал накоме се врши реконструкција битке.
Године 2017. стајалиште Колхознаја која се налази у Курском правцу Московске железнице преименовано је у Молоди у знак сећања на победу руских ратника у бици код Молодина.

## Битка у уметности

### У литератури
- Детаљан опис битке садржан је у историјском роману совјетског писца Вјачеслава Усова „Цареви и луталице“ (1988), посвећеном борби руске државе са Кримским канатом и формирању руске обавештајне службе под Иваном Грозним.
- Опис битке се такође налази у романима Генадија Анањева „Принц Воротињски“ (1996; из серије „Кампања“) и „Молодинскаја битка. Ризик “(2004; из серије„ На славу руске земље “), који описује догађаје из времена великог кнеза Василија III и његовог сина Ивана Васиљевича IV Грозног (1996). Главни лик књиге је руски командант кнез Михаил Воротињски, који је учествовао у заузимању Казања и у рату са Кримским канатом.
- Осим тога, роман доктора историјских наука Дмитрија Володикина "Чаша смртника" (2018) посвећен је искључиво Молодинској бици и догађајима који су јој претходили. Главни лик књиге је руски војсковођа, принц Дмитриј Хворостинин .

### У кинематографији
"Грзни" је руска ТВ серија 2020. године у режији А. Андрианова. Епизода 8 је посвећена бици.